# Violeta Parra en Argentina
El folklore de Chile según Violeta Parra – Violeta Parra, canto y guitarra, también conocido como El folklore de Chile según Violeta Parra  o, más comúnmente en reediciones posteriores, como Violeta Parra en Argentina, es un álbum grabado por la folclorista chilena Violeta Parra en Argentina durante su estadía en dicho país, durante el año 1962. El álbum fue editado en formato vinilo en Argentina entre junio y julio del mismo año 1962, aunque se desconoce hasta qué punto fue comercializado. El álbum fue reeditado por primera vez en Argentina en 1971 y estuvo inédito en Chile  hasta 2008, cuando fue publicado en la compilación CD/DVD Violeta Parra en sus 90 años.
El disco contiene primeras tomas de canciones grabadas con anterioridad en ediciones chilenas (como «Arauco tiene una pena» y «Arriba quemando el sol»), así como temas inéditos en cualquier otro disco conocido de Violeta, tales como «La pericona dice» y «Salga el sol, salga la luna», en las que emplea la guitarra traspuesta.

## Historia
Violeta Parra residió en Argentina durante doce meses, entre la primavera de 1961 y el otoño de 1962. Su paso por la pampa y Buenos Aires fue parte de la misma ansia abarcadora que antes la había hecho recorrer casi todo Chile, Polonia, la Unión Soviética y Francia; y que más tarde la llevaría por Finlandia, Alemania, Italia, Suiza y Bolivia. En este país residió en una habitación en el hotel Phoenix, ubicado en la calle Florida de Buenos Aires. Ella misma definía su misión en Argentina como sigue:

Yo no vengo a lucirme. Vengo a enseñar una verdad, quiero cantar porque el mundo tiene pena y está más confuso que yo misma. Los argentinos necesitan de la verdad sencilla y profunda del canto americano. ¿Cómo voy a irme tranquila si aquí hay un desorden descomunal? (…) ¿Cómo voy a irme sin haberlo intentado por lo menos?
Violeta Parra, en carta a Gilbert Favre, reproducida en El Libro Mayor de Violeta Parra (editado por Isabel Parra

En Argentina su actividad cultural fue intensa: cantó en la peña El Alero, de General Pico, y en el teatro bonaerense IFT (Teatro Popular Israelita). Conoció al famoso cantor Horacio Guaraní, expuso algunos de sus óleos y hasta realizó una presentación en televisión.
La grabación de este disco se efectuó en distintas sesiones entre el 23 de abril y el 4 de mayo de 1962 en los estudios Odeón de la calle Córdoba, en pleno centro porteño. En ella participaron los técnicos José Cortés y José Soler. Este último ha venido desarrollando un trabajo de rescate y recuperación de grabaciones históricas del sello, y gracias a su intervención fue posible recuperar la cinta máster de este álbum, así como el registro técnico de las grabaciones. La entrevista que otorgó al periodista Francisco Luque, para el sitio Cancioneros.com constituye en la actualidad la fuente más relevante de información de este disco, que durante mucho tiempo se consideró extraviado. Las grabaciones se realizaron con Violeta Parra como única intérprete, normalmente interpretando guitarra y realizando doblajes puntuales en algunas canciones. Según el técnico, la mayor parte de las grabaciones corresponden a primeras tomas, y la mayor parte de las ocasiones en que fue necesario repetir alguna interpretación, esto se debía a errores técnicos, ya que Violeta «fue muy prolija» y, según lo que indica, su música venía «cocinadita, madura, bien ensayada y bien cantada». Ningún directivo del sello Odeón Argentino participó de las sesiones, ni visitó a Violeta durante el curso de las mismas. 
Según el reporte de Soler, en las sesiones de grabación se logró imponer el tono de solemnidad que Parra imponía a sus grabaciones:

Estaba ensimismada y tocaba la guitarra sin gritar, quiero decir, sin alarde de tocar fuerte ni poseer gran volumen. Se veía en un estado de melancolía bastante especial
José Soler, técnico de grabación

Violeta Parra preparó este disco en Argentina y retornó a Europa en mayo de 1962 a bordo del "Yapeyú". El disco fue grabado, mezclado y fabricado en Argentina, con una portada que reproduce un autorretrato de Violeta en óleo, y se transforma, de esta forma, en el primer disco que utiliza su obra plástica como arte de tapa. La escasa difusión del álbum en la época, y la ausencia de Violeta en Argentina hacia la fecha de edición, hacen incierto que el álbum haya sido, finalmente, comercializado, o a qué nivel. A esto se debería el «extravío» que el disco sufrió por tantos años, y que solo fue resuelto mediante diversas ediciones póstumas.

## Contenido

### Canciones del disco
El disco contiene varias canciones que Violeta Parra había grabado previamente. Entre las pertenecientes al folklore chileno, la canción «Qué pena siente el alma» había sido registrada al menos en tres ocasiones antes de este disco, incluyendo su versión original en un sencillo de 1955. Los «Parabienes al revés» habían aparecido en el disco El folklore de Chile, vol. I – Violeta Parra, Canto y Guitarra de 1957. Por otra parte, la cueca larga «A la una», sería regrabada en el disco chileno Recordando a Chile (una chilena en París), de 1965. «Vengo toda avergonzada (Señores y señoritas)» aparecerá en una versión en vivo en Violeta Parra en Ginebra.
Las tres canciones de contenido más "social" o "revolucionario", en palabras de Violeta, «Arauco tiene una pena», «Arriba quemando el sol» y «Según el favor del viento», serían regrabadas con posterioridad en distintos discos, y aparecerían en conjunto en la Canciones reencontradas en París. «Arriba quemando el sol» también aparecerá posteriormente en Recordando a Chile (una chilena en París). La "cueca recortada" titulada «A cantarle a los porteños» comparte la melodía y la estructura poética de «Por pasármelo tomán...» que había aparecido en el disco Toda Violeta Parra. En esta ocasión la artista inserta un mensaje relacionado con los objetivos de su canto en Argentina.
Según ello, las canciones verdaderamente "inéditas" del disco corresponden esencialmente a tonadas provenientes del folclore de Chile, como «Salga el sol, salga la luna», «La mazamorrita de cuatro pies», «La pericona dice», «Cantaron los pajaritos», «Cristo cuando vino a nuestro» y «Una flor voy a nombrar», que solo aparecen disponibles en las versiones presentadas en este disco.

### «Porque los pobres no tienen»
La misma entrevista a Soler, ya citada, viene a desmentir una afirmación que, erróneamente, se ha dado por años en diversas biografías e investigaciones sobre la folclorista chilena, en el sentido de que este disco habría sido censurado en Argentina debido al contenido de la canción «Porque los pobres no tienen», que constituye un comentario sobre la pobreza existente en el continente latinoamericano, y un ataque a la respuesta de la Iglesia católica ante los problemas sociales del continente.
La revisión de la lista de canciones del disco desmiente que este tema haya formado parte del álbum cuando fue editado. Por otra parte, la investigación de los archivos de grabación, con el apoyo del material rescatado por los técnicos, logró demostrar que esta canción jamás fue grabada por Violeta Parra durante las sesiones de este disco y, más aún, investigadores de su obra señalan que no existen grabaciones de esta canción realizadas con Violeta en la voz. En vida de la cantautora, solo se cuentan tres versiones editadas de «Porque los pobres no tienen», todas con su hija Isabel Parra en la voz solista. Ello serviría para confirmar que la canción viene a engrosar la lista de temas propios que la cantautora jamás grabó, y que han sido conocidos por otras voces en el curso de los años

## Lista de canciones
- Todas las canciones interpretadas por Violeta Parra en voz y guitarra, excepto donde se indique.
- Todas las canciones del folclore chileno, recopiladas por Violeta Parra, excepto donde se indique.

| Lado A |                                 |               |          |  |
| N.º    | Título                          | Escritor(es)  | Duración |  |
| 1.     | «Qué pena siente el alma»       |               |          |  |
| 2.     | «La pericona dice»              |               |          |  |
| 3.     | «Salga el sol, salga la luna»   |               |          |  |
| 4.     | «La mazamorrita de cuatro pies» |               |          |  |
| 5.     | «A cantarle a los porte...»     | Violeta Parra |          |  |
| 6.     | «Arauco tiene una pena»         | Violeta Parra |          |  |
| 7.     | «Cantaron los pajaritos»        |               |          |  |

| Lado B |                                |               |          |  |
| N.º    | Título                         | Escritor(es)  | Duración |  |
| 1.     | «Arriba quemando el sol»       | Violeta Parra |          |  |
| 2.     | «Parabienes al revés»          | Violeta Parra |          |  |
| 3.     | «Cristo cuando vino a nuestro» |               |          |  |
| 4.     | «Vengo toda avergonzada»       |               |          |  |
| 5.     | «Según el favor del viento»    | Violeta Parra |          |  |
| 6.     | «Una flor voy a nombrar»       |               |          |  |
| 7.     | «A la una»                     |               |          |  |

## Títulos alternativos
Algunas canciones tienen títulos alternativos, por los que son diferenciados en las distintas ediciones del álbum. A continuación se listan las diferencias encontradas en la edición CD de 2008:
- «La pericona dice» se llama solo «La pericona».
- «Salga el sol, salga la luna» se llama «Salga la estrella de Venus».
- «La mazamorrita de cuatro pies» se llama «La mazamorrita me dijo a mí».
- «Cristo cuando vino a nuestro» se llama también «Cristo cuando vino a nuestro mundo» o bien *«Los santos borrachos».
- «Vengo toda avergonzada» se llama también «Señores y señoritas».
- «Una flor voy a nombrar» se llama también «El romero no lo quiero».
- «A la una» se llama también «A la una nací yo».

## Ediciones posteriores
La primera reedición de estas canciones en Argentina vino después del trabajo de Mercedes Sosa, quien en 1971 lanzó Homenaje a Violeta Parra, larga duración compuesto exclusivamente por canciones de la chilena. Ante el masivo éxito de este disco, el sello argentino Odeón recupera las grabaciones de 1962 y las reedita con otro título (Recordando a Violeta Parra) y otra carátula. Esta edición póstuma circuló durante los años 70 y 80 y permitió extraer algunas canciones como «Cristo cuando vino a nuestro» y «La mazamorrita de cuatro pies», para ciertas antologías editadas en Argentina.
Según lo dicho, el DVD Violeta Parra en sus 90 años, editado por el sello chileno Oveja Negra en 2008  viene acompañado de una edición en CD de este larga duración, editado por primera vez en Chile con otra carátula y con el título con el título de Violeta Parra en Argentina, con el que este disco es más conocido para evitar confusiones con la colección editada por Odeón, El Folklore de Chile.

### Reedición 2010
Con motivo de la reedición de una gran parte de la discografía de la folclorista en la compilación Obras de Violeta Parra: Musicales, Visuales y Poéticas lanzada durante 2010, este disco fue relanzado al mercado en formato CD con idéntico repertorio y  título, aunque con nueva carátula y notas de David Ponce., y posteriormente incluido en la reedición realizada por Chilevisión Música durante 2014.